# Tavito
Luís Otávio de Melo Carvalho, mais conhecido como Tavito (Belo Horizonte, 26 de janeiro de 1948 - São Paulo, 26 de fevereiro de 2019), foi um cantor, músico e compositor brasileiro. Algumas de suas composições tornaram-se grandes sucessos, como "Rua Ramalhete" (com Ney Azambuja) e "Casa no Campo" (com Zé Rodrix). Também ficou conhecido pelo jingle "Coração Verde e Amarelo", escrito ao lado de Aldir Blanc, que virou tema nas transmissões da Rede Globo da vitoriosa Seleção Brasileira na Copa do Mundo de 1994.

## Biografia
Tavito ganhou seu primeiro violão aos 13 anos e autodidata, começou a participar de serenatas e festas. Foi companheiro de geração de Milton Nascimento e de outros músicos mineiros, tais como Toninho Horta, Tavinho Moura e Nelson Angelo. Em 1965 conheceu Vinicius de Moraes, que apreciou seu estilo e o convidou a participar de suas apresentações na capital mineira. Mais tarde, participou do conjunto Som Imaginário e no final da década de 1970 seguiu carreira solo. Produziu discos de alguns artistas como Marcos Valle, Renato Teixeira, Selma Reis e Sá & Guarabyra. 
Ficou sem realizar espetáculos entre 1992 e 2004, época em que se dedicou às composições, aos arranjos e à publicidade. Seu mais recente trabalho foi o CD 'Mineiro', em que mostra sua verve eclética e multifacetada, com parceiros novos e também com os consagrados.
Morreu no dia 26 de fevereiro de 2019, aos 71 anos, no Hospital Sancta Maggiore, em São Paulo, vítima de um câncer.

## Discografia

### Som Imaginário
- Som Imaginário - 1970 (EMI-Odeon) LP e CD

### Solo
- Tavito - 1979 - (CBS) LP e CD
- Tavito 2 - 1981 - (CBS) LP
- Número 3 - 1982 - (CBS) LP
- Simpatia/A nossa casa - 1983 - (CBS) (Compacto simples)
- Tudo - 2009 - (Tavmusic) CD e LP promocional
- Mineiro - 2014 - (Tavmusic) CD